# Mortal Kombat 11
Mortal Kombat 11 is een vechtspel ontwikkeld door NetherRealm Studios. Het is het elfde hoofddeel in de Mortal Kombat-reeks. De game is ontwikkeld voor Microsoft Windows, PlayStation 4, Xbox One, Nintendo Switch en Google Stadia

## Gameplay
Net als voorgaande titels is Mortal Kombat 11 een vechtspel waarin twee spelers het tegen elkaar opnemen met gebruik van een keur aan verschillende aanvallen, special moves en gruwelijke fatalities.

## Verhaal
De game omspant een verhaallijn met oude en nieuwe vechters.

## Personages
Mortal Kombat 11 omvat zesentwintig verschillende speelbare vechters waarvan drie nieuw zijn in de serie. (Nieuwe personages zijn vetgedrukt)
| - Baraka - Cassie Cage - Cetrion - D'Vorah - Erron Black - Frost - Geras - Jacqui Briggs - Jade - Jax - Kano - Kitana - Kollector | - Kotal Kahn - Kung Lao - Liu Kang - Johnny Cage - Kabal - Noob Saibot - Raiden - Scorpion - Shao Kahn - Skarlet - Sonya Blade - Sub-Zero - Shang Tsung |

## Ontvangst
| Recensiescore   | Recensiescore |
| Publicist       | Score         |
| --------------- | ------------- |
| Gamer.nl        | 8,5/10        |
| InsideGamer     | 8,1/10        |
| Power Unlimited | 91/100        |
| FOK!            | 8/10          |

Het spel werd positief ontvangen in recensies. Men prees de meer langzamere gevechten, in vergelijking met vorige titels. Andere positieve punten zijn de uitgebreide tutorial, het verhaal en de aanpassingsmogelijkheden. Kritiek was er op de voortgang in het spel en het systeem waarmee de aanpassingen vrijgespeeld worden, dat als frustrerend werd beschouwd.